# Adhemarius ypsilon
Espèce
Adhemarius ypsilon est une espèce de lépidoptères  (papillons) de la famille des Sphingidae, de la sous-famille des Smerinthinae, de la tribu des Ambulycini et du genre Adhemarius.

## Description
L'envergure est de 89 à 117 mm pour les mâles et de 107 à 126 mm pour les femelles.

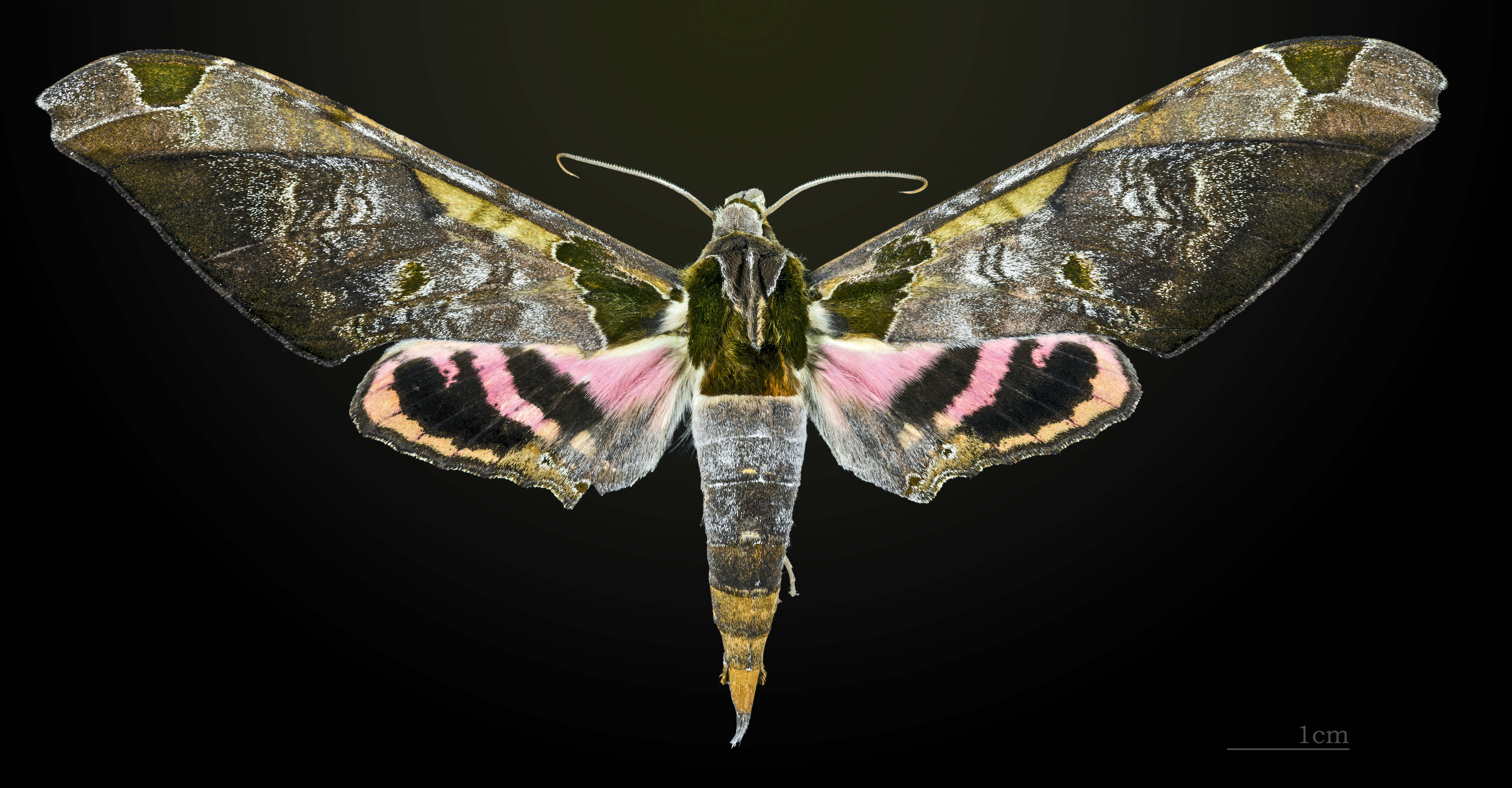
♂ Face dorsale - Muséum de Toulouse
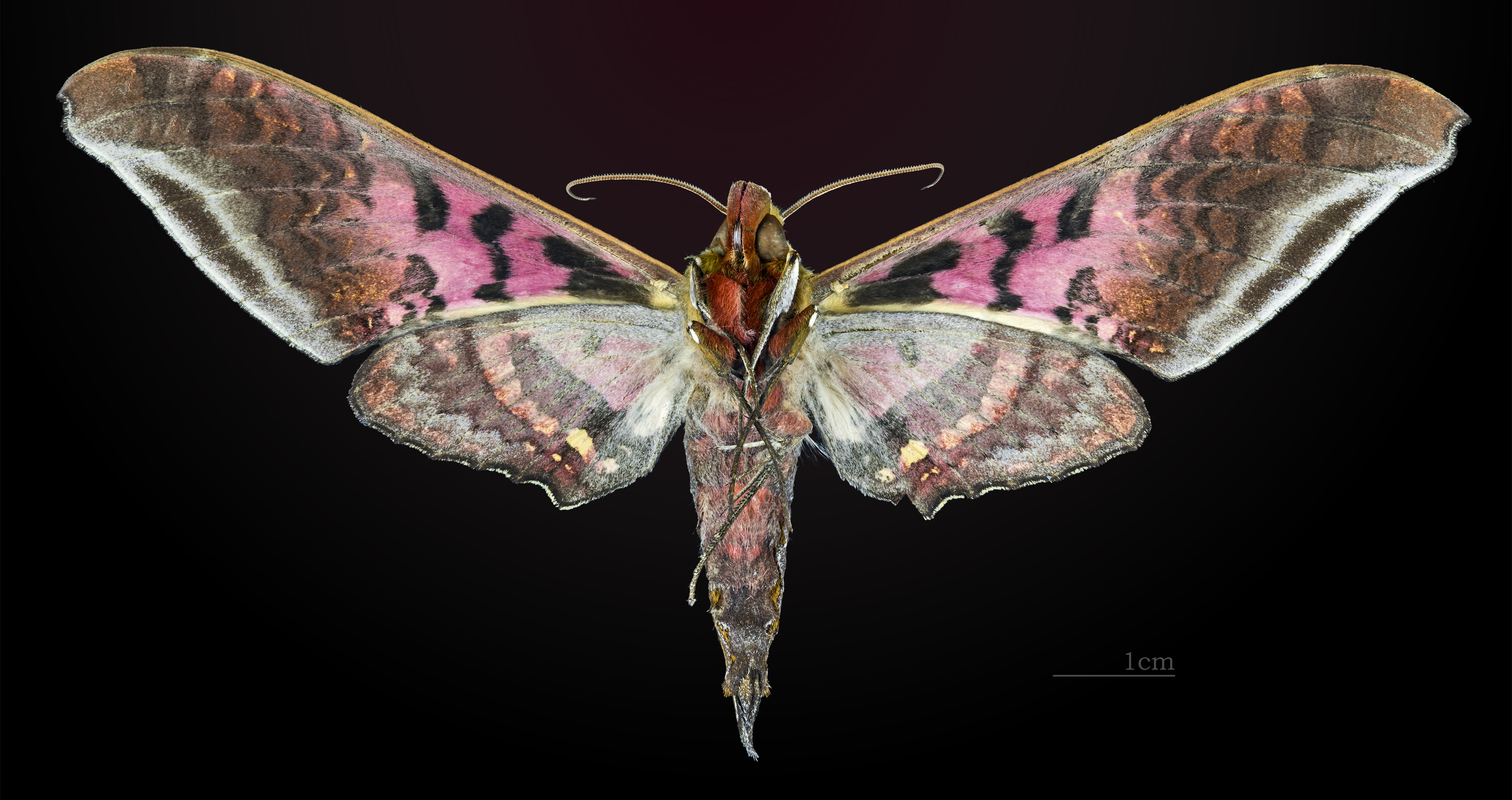
♂△ Revers - Muséum de Toulouse
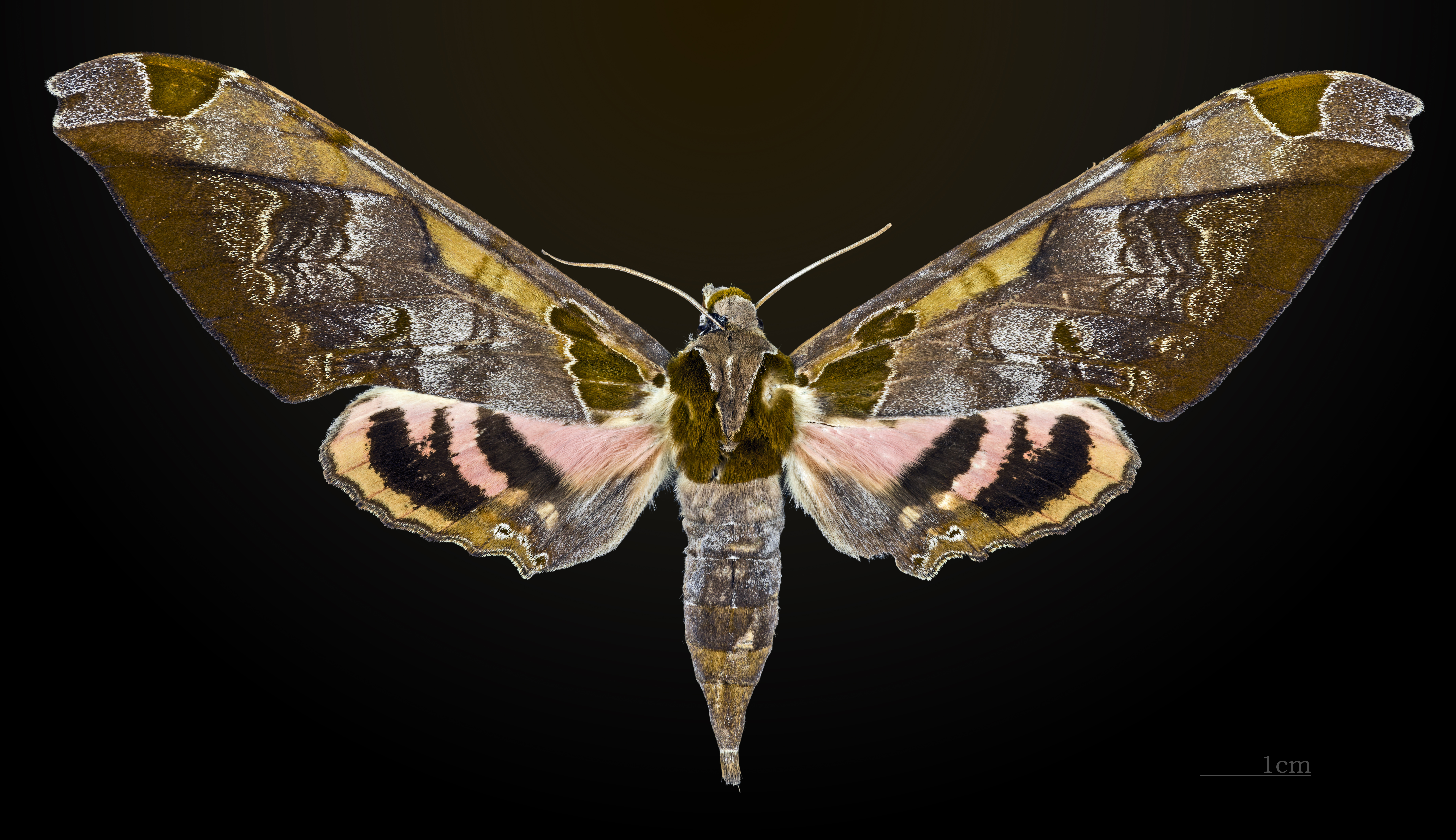
♀ Face dorsale - Muséum de Toulouse
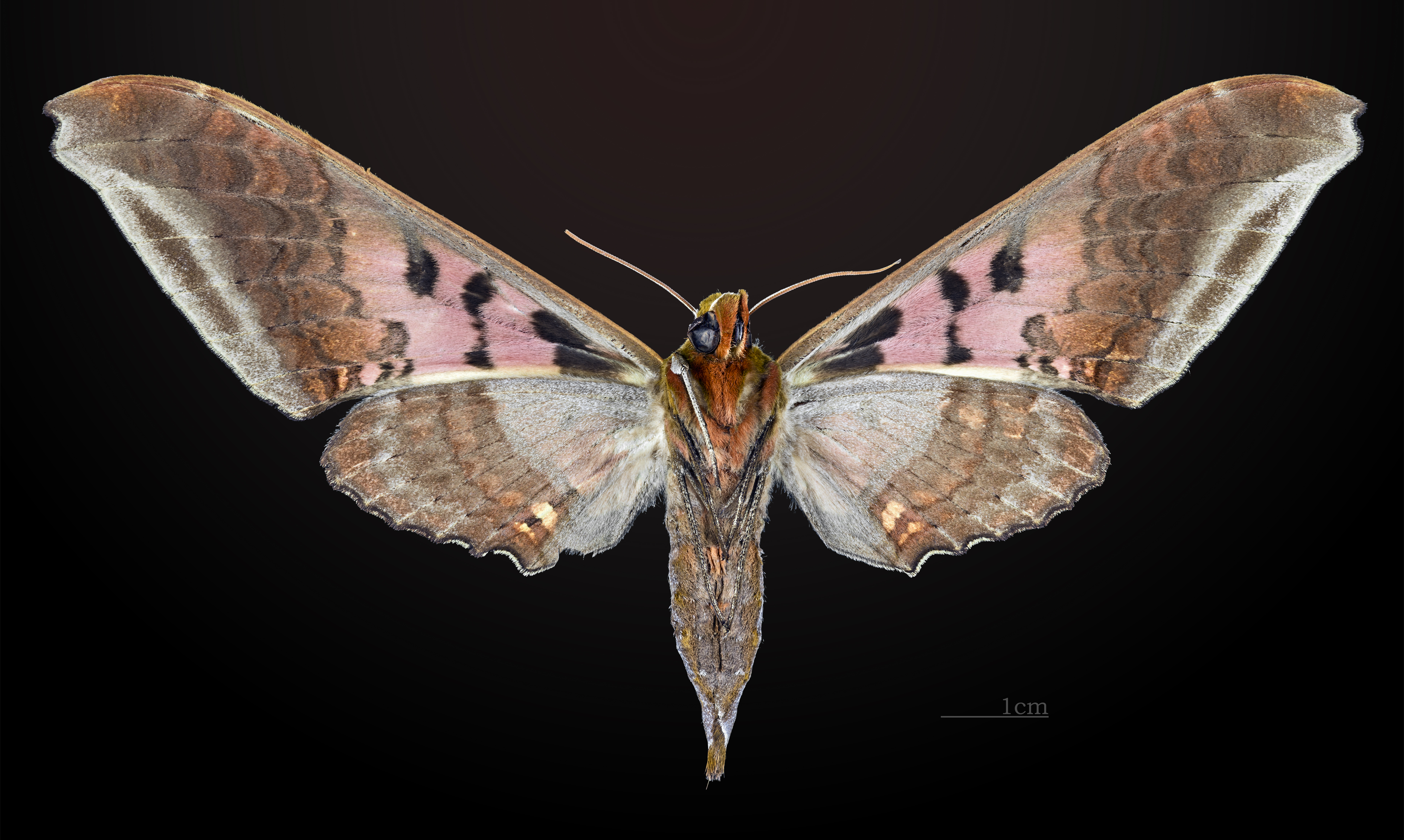
♀△ Revers - Muséum de Toulouse

## Systématique
L'espèce Adhemarius ypsilon  a été décrite par les entomologistes britanniques Lionel Walter Rothschild et Heinrich Ernst Karl Jordan, en 1903. La localité type est le Costa Rica.

## Biologie
Au Costa Rica, les papillons de cette espèce prennent leur envol toute l'année.
Les larves se nourrissent de plusieurs espèces de plantes du genre Ocotea (Ocotea veraguensis, Ocotea atirrensis, Ocotea sarah et Ocotea dendrodaphne).

## Distribution
Présent au Costa Rica, Mexique, Équateur, Venezuela, et en Guyane